# Kalteneber
Kalteneber ist ein Ortsteil der Stadt Heilbad Heiligenstadt im Landkreis Eichsfeld in Thüringen.

## Lage

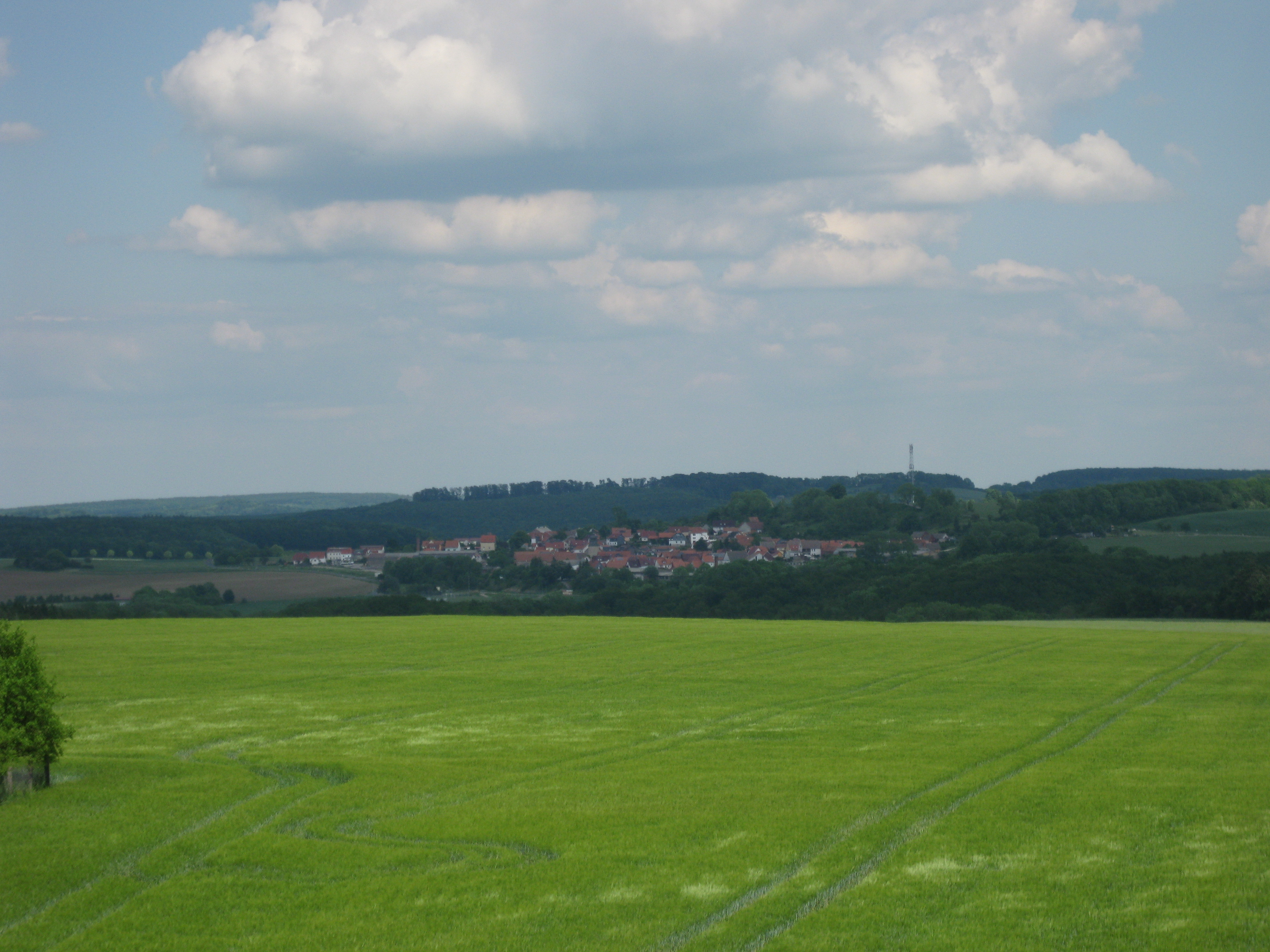
Kalteneber von Fürstenhagen aus gesehen

Der landwirtschaftlich geprägte Ortsteil befindet sich südlich von der Stadt Heilbad Heiligenstadt auf der Obereichsfelder Höhe in einer Höhenlage von durchschnittlich 460 m ü. NN. Die Gemarkung des Ortes liegt zwischen 370 (im Luttergrund) und 500 (am Höheberg) Meter über NN. Der Ortskern selbst liegt am Fuße des Ebersberges (494 m).
Weitere Nachbarorte sind Flinsberg im Osten, Bernterode im Süden, Dieterode im Südwesten und Lutter im Nordwesten. Die Landstraße 2022 streift den Ortsteil östlich, wogegen die Landesstraßen 2024 und die 2023 den Ort queren.

## Geschichte
Kalteneber wurde 1318 erstmals urkundlich erwähnt. Die Namensherkunft wird von ebur und dem althochdeutschen ebar für ein Gewässer abgeleitet und wird mit dem östlich gelegenen Kreuzebra in Verbindung gebracht. Zur Unterscheidung wurde der Ort wegen seiner hohen Lage am Nordrand des Ebersberges Kalten Ebra genannt.
Von 1914 bis 1947 war Kalteneber an die Bahnstrecke Heiligenstadt–Schwebda mit einem eigenen Bahnhof angeschlossen. Die Einstellung des Bahnbetriebes und Demontage der Gleisanlagen erfolgte im Jahr 1947 auf Anordnung der Sowjetischen Militäradministration. Kalteneber ist seit dem 1. Juli 1991 Ortsteil von Heilbad Heiligenstadt.

## Wirtschaft und Infrastruktur
In Kalteneber befindet sich die Agrar-Gesellschaft m.b.H Kalteneber-Heiligenstadt und die Agroma Bäuerliche AG Kalteneber. 1973 errichtete die „Zentralstelle für Sortenwesen“ in Nossen in Kalteneber eine Versuchsstation, die bis 2015 als Prüfstelle Kalteneber das Bundessortenamtes weiterbetrieben wurde und für Neuzulassungsprüfungen von Getreide und andere Pflanzensorten zuständig war.
Seit 2017 verläuft zwischen Heilbad Heiligenstadt und dem Ortsteil Kalteneber ein Fahrradweg auf der ehemaligen Bahnstrecke Heiligenstadt–Schwebda. Dieser Radweg ergänzt die „Südeichsfeldroute“.

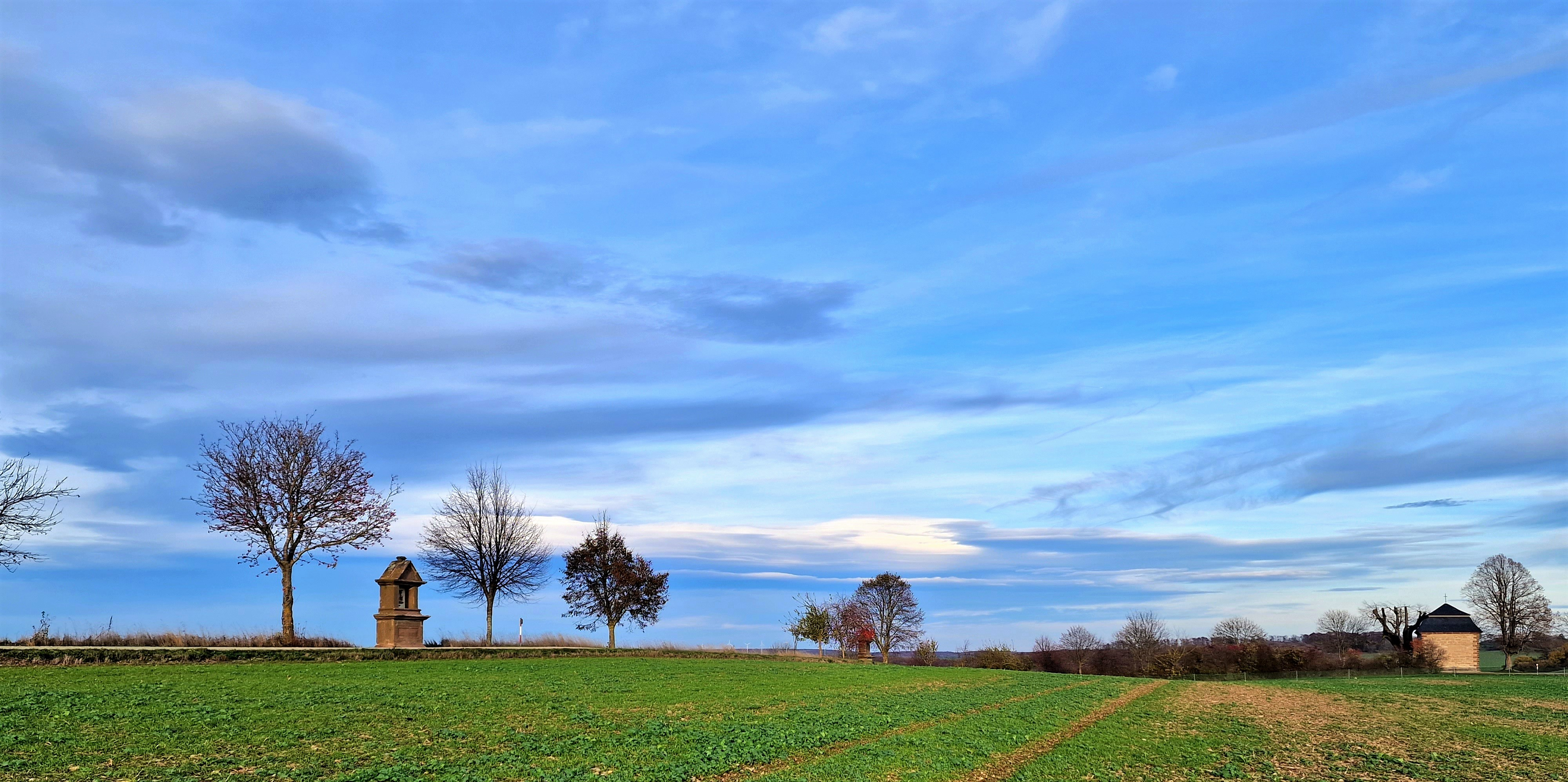
Stationsweg und Kapelle

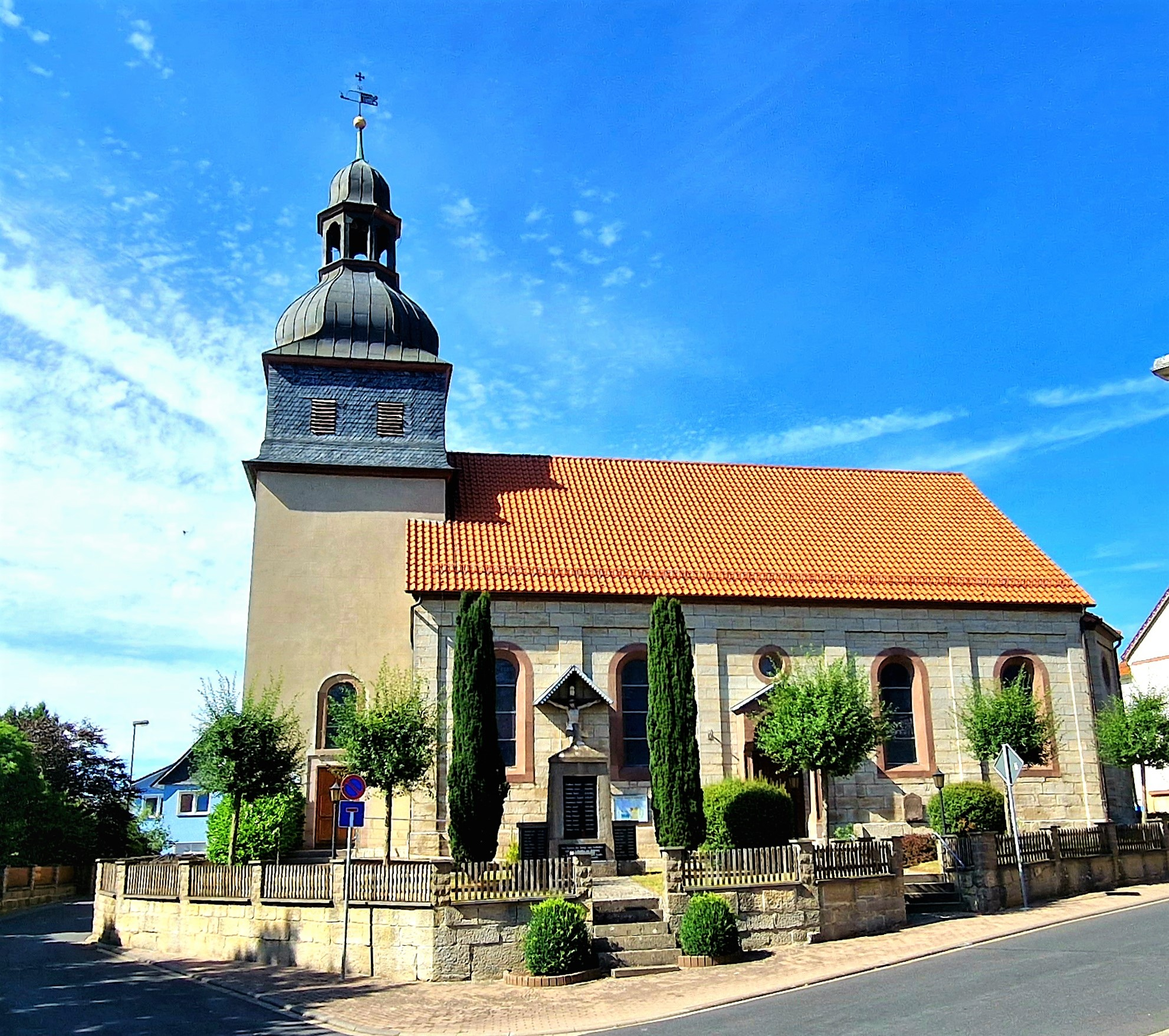
St. Nikolaus Kirche

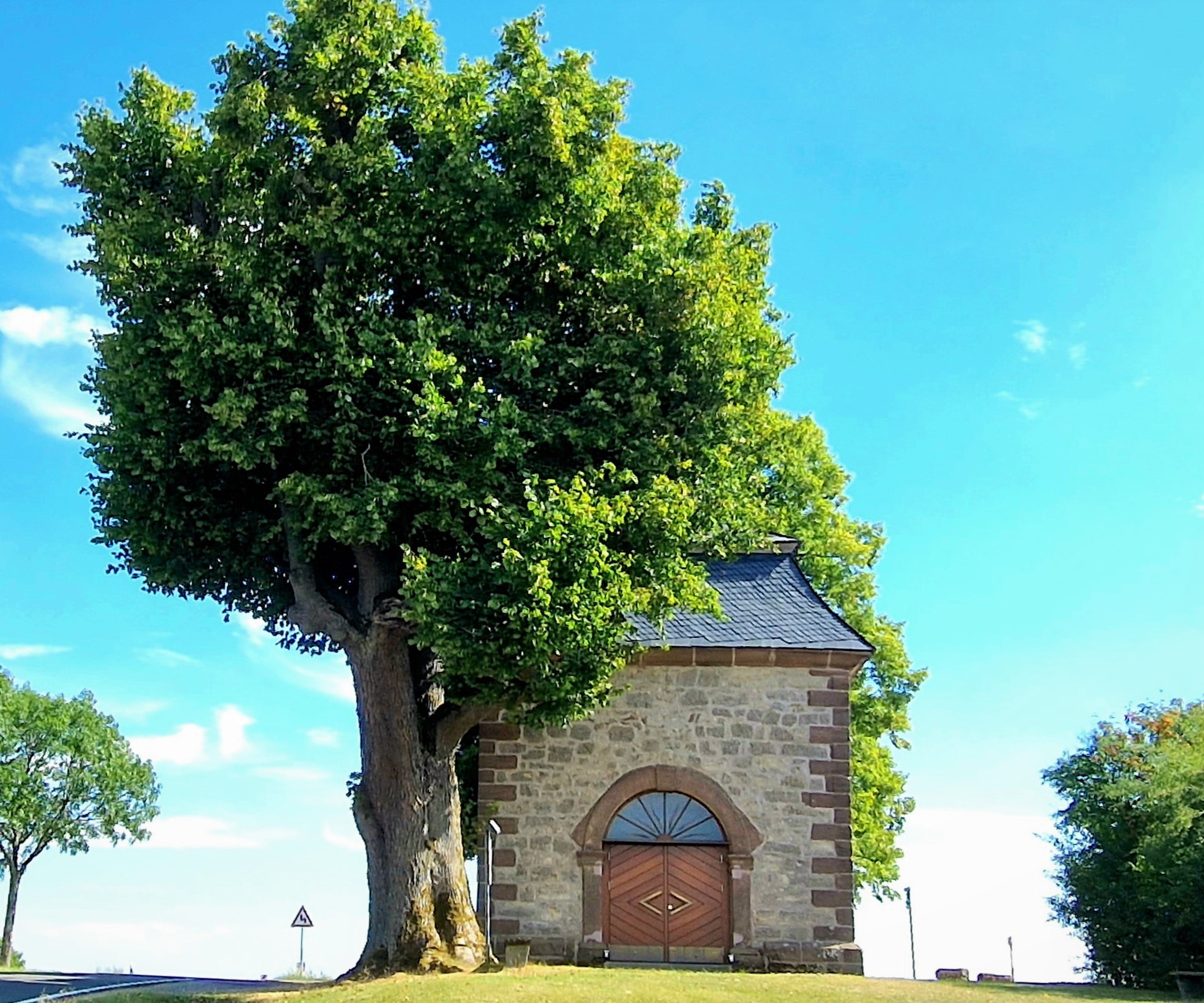
Kaltenebersche Klus

## Sehenswertes
- Dorfanlage mit Fachwerkhäusern und dem Anger
- Kirche St. Nikolaus von 1866/7
- Kreuzweg vom Ortsrand zur Kalteneberschen Klus
- Aussichtspunkte über das Eichsfeld bis zum Inselsberg und Brocken

## Klima
Kalteneber liegt nach der Thüringer Landesanstalt für Umwelt und Geologie (TLUG) im Gebiet Zentrale Mittelgebirge und Harz am Übergang vom feucht-atlantischen zum trocken-kontinentalen Klimabereich. Auf Grund der Höhenlage beträgt die mittlere Jahrestemperatur 6,9 °C und der mittlere Jahresniederschlag 776 mm.
Von 1946 bis 1956 befand sich in Kalteneber eine meteorologische Station des staatlichen
Wetterdienstes. Heute befindet sich in der Gemarkung des Dorfes ein Standort des agrarmeteorologischen Messnetzes der Thüringer Landesanstalt für Landwirtschaft für die Region Eichsfeld/Harzvorland.

## Persönlichkeiten
- Lorenz Kellner (1811–1892), geboren in Kalteneber
- Alfred Mock (1908–2006), katholischer Ordenspriester und Professor für Philosophie